# 松田浩毅
松田 浩毅（まつだ ひろき、1994年1月14日 - ）は、日本の俳優。福岡県福岡市出身。
YouTubeなどで活動、活躍する絵本男子にも所属。舞台製作とて舞台公演にスタッフとして携わる事も多い。演劇ユニットMNOPでは始動当初からスタッフとして携わり、スタッフだけでなく出演する事もある。

## 来歴
- 2015年8月、「刻め、我ガ肌ニ君ノ息吹ヲ」で初舞台を踏む。
- 2016年5月、所属していた事務所メインキャストが倒産、フリーでの活動に入る。
- 2020年10月、17Liveライバーとしての活動を開始。
- 2020年11月、4年間所属していたLIVEDOG株式会社を退所。
- 2021年1月からフリーで活動を開始。
- 2021年６月からSunGnomeに所属。

## 人物
- 愛称がハカタである事から誤解されがちだが出身は博多区ではなく早良区[注 1]である。
- ハカタという愛称は博多華丸大吉の華丸に顔が似ている事から付いたあだ名。
- 身長165cm、体重52kg。
- スポーツマンで水泳、柔道、ラグビーなどの経験者。

## 出演

### 舞台
- ADKアーツ×タンバリンステージ「刻め、我ガ肌ニ君ノ息吹ヲ」（2015年8月、シアター1010）- アンサンブル
- 「DEAD1SCHOOL～死者1は群をナシマス～」（2015年11月19日 - 23日、ワーサルシアター）- 平沢純 役（Aキャスト）
- 劇団グスタフ × FPアドバンス 合同プロデュース舞台「真田十勇士～義に生きる兵」（2016年4月6日 - 10日、シアターサンモール）- 徳川軍忍者 役
- FPアドバンス×劇団グスタフ合同プロデュース公演Vol.113「SASUKE〜時代を駆け抜けた忍者たち〜」（2016年5月12日 - 15日、シアターグスタフ）- ヤクザの若頭：博（A）ホームレス：新宿おじさん（B）大学生：小野真二（B）ガードマン：高木（B）役（A・Bダブルキャスト）
- 怪傑パンダース ファイナル公演「ファントム･チューニング ～調霊探偵･四十万八十二の事件簿～」（2016年8月24日 - 28日、新宿村Live）- 貧乏神 役
- 舞台「オサエロ」（2016年9月7日 - 12日、両国Air studio）- A班、B班に出演
- 演劇ユニット爆走おとな小学生第三回全校集会「初等教育ロイヤル」（2016年11月23日 - 27日、新宿村Live）- 2年生5番・渡辺くん 役
- 「星降る夜に2017二幕」（2017年2月10日 - 12日、スターズ☆シアター）- 桜木雄星 役[注 2]
- LIVEDOGプロデュース「DOG'S」（2017年3月23日 - 4月2日、池袋シアターグリーン）- Jerkeyチーム：フクスケ 役
- LIVEDOGプロデュース「鬼斬-ZERO-」（2017年11月22日 - 26日、シアターサンモール）- 狛犬 役
- ゲキジョウ!アトラクティブシアター Vol.1「スターダスト・インフェルノ〜Record of farthest〜[1]」（2018年5月2日 - 6日、萬劇場）- ソラ 役[注 3]
- ゲキジョウ!アトラクティブシアター Vol.2「スターダスト・インフェルノ〜Destroy the earth～」（2018年8月8日 - 12日、萬劇場）- ソラ 役
- 関ケ原合戦祭り2018 オープニングセレモニー「関ケ原の戦い 開戦の刻」
- ゲキジョウ!アトラクティブシアター Vol.3「スターダスト・インフェルノ〜End of Reboot〜」（2019年1月9日 - 14日、新宿村Live）- ソラ 役
- 舞台「SECW（School entrance ceremony wars）〜入学式戦争はモノガタリの始まり〜」（2019年4月3日 - 7日、池袋シアターグリーン）- 田中優樹 役[注 4]
- LIVEDOGプロデュース「彼は誰に哂う朝顔」（2019年7月10日 - 14日、シアターKASSAI）- 卯月幸祐 役
- 舞台「魔術士オーフェン はぐれ旅」（2019年8月15日 - 18日、新宿村Live）- アンサンブル
- 関ケ原合戦祭り2019「超高速関ヶ原」（2019年10月20日）
- 舞台「魔術士オーフェン はぐれ旅〜牙の塔編〜」（2019年11月7日 - 12日、六行会ホール）- アンサンブル
- 2.5次元×謎解き公演「PRINCE of MONSTERS～魔界塔からの脱出～」[注 5]（2019年11月21日・22日、新宿角座）- バーティ 役
- LIVEDOGプロデュース「どのくらいエフェクト」（2020年3月4日 - 8日、新宿村LIVE）- 鉄人 役
- 2.5次元×謎解き公演「PRINCE of MONSTERS～魔界塔からの脱出・再演～」（2020年1月17日 - 19日、新宿角座）- アラニダ 役[注 6]
- 劇団ピエロ 第二回本公演「和心」（2020年9月30日 - 10月4日、シアター風姿花伝）[注 7]- 佐々木花太郎 役[注 8]
- カラスカ公演「約束のチバーランド」（2020年10月29日 - 11月2日、築地本願寺ブディストホール）- 千葉数馬(カズ) 役
- 縁劇ユニット流星レトリック コラボ公演 1本目「ローズクォーツに誓いのキスを」（2021年1月27日 - 31日 、サンモールスタジオ）- 鷹司紅希 役
- カラスカ番外公演DIVIDE『マスターウォーズ』（２０２１年3月26日 - 28日、キーノートシアター）
- 『ACTORS☆LEAGUE 2021』(2021年7月20日、東京ドーム）- DIAMOND BEARS Jr として参加[2]
- 『want to meet!』(2021年7月28日 - 8月1日、池袋シアターグリーンBIG TREE THEATER） - おまわりさん 役
- パフォーマンスプラスピエロ第三回本公演『サルビアとWISH SONG』(2021年１０月２０日 - ２４日、日暮里d倉庫) - マーリン 役
- 『RANPO chronicle　妄想博覧会～カフェ・ド・ミラ－ジュ～』(2021年１１月２５日 - ２８日、シアターブラッツ) - 小林刑事 役
- 共創演劇#1『失創セブンスプレイ』(2022年9月２１日 - ２５日、新宿村LIVE) - ボウ役
- 『しんみゅ　幕末歌劇　新撰組　～土方・藤堂の篇～』）(2023年1月14日 - 15日、四日市市文化会館第2ホール) - 鈴木三樹三郎役
- 『しんみゅ　幕末歌劇　新撰組　～土方・藤堂の篇～』）(2023年2月6日 - 12日、草月ホール) - 鈴木三樹三郎役
- 純愛異形綺譚『刻め、我ガ肌ニ君ノ息吹ヲ 2024』（2024年6月12日 - 16日、俳優座劇場）[3]

### 朗読劇
- いつかの文化祭内朗読劇「アクエリアス・ゴールデンエイジ」（2019年5月11日・12日、IID世田谷ものづくり学校 IID Gallery）
- 写真集『はなときず』発売記念朗読劇（2021年4月16日 - 18日、新宿シアターコフレリオ） - 浅香梗丞 役
- 『はなときず』発売記念朗読劇（2021年4月16日 - 18日、新宿シアターコフレリオ） - 浅香梗丞 役
- 『学園デスパネル2022』発売記念朗読劇（2022年7月13日 - 15日、座・高円寺２） - メガネ 役
- Estoragon第1弾公演　朗読劇『はなときず』（2022年10月20日 - 23日、キーノートシアター） - 浅香梗丞 役

### テレビ
- チバテレビ「応援美女子」内ドラマ「INORIGAMI」（2015年12月15日）
- BSスカパー!ドラマ「弱虫ペダル～season2～」 (2017年8月18日 - ）- レギュラー選手 役
- WALLOP放送局「ほりゆりのボドゲ日和」（2018年11月17日 - ）ゲスト

### YouTube
- 絵本男子（2016年2月2日 - ）

### ラジオ
- 『CLOVER MEDIA』イブニング クローバー

### MC
- タカラトミーアーツ『ドラゴンクエスト　ダイの大冒険　クロスブレイド』（2021年8月 - ）カリスマクロブレ勇者

## プロデュース
- LIVEDOGプロデュース「レディ・ア・ゴーゴー」（プロデュース補）
- ドミノ企画プロデュース「リスポット！！」（2018年3月7日 - 11日、シアターKASSAI）[注 9]
- LIVEDOG公演ファントム･チューニング外伝〜調霊探偵 四十万六九六の伝承譚〜（2018年5月9日 - 13日、新宿村LIVE）
- LIVEDOGプロデュース「彼は誰に哂う朝顔」（2019年7月10日 - 14日、シアターKASSAI）

## イベント
- 文化祭実行委員 終業式イベント『お散歩個別撮影会』（2019年12月21日）
- 文化祭実行委員会 企画終業式&クリスマスパーティ（2019年12月21日、中野イベントスペース）
- 配信イベントいつかの文化祭 第3回『トランプすごろく大会』（2020年6月27日）